# 宇 (地层)

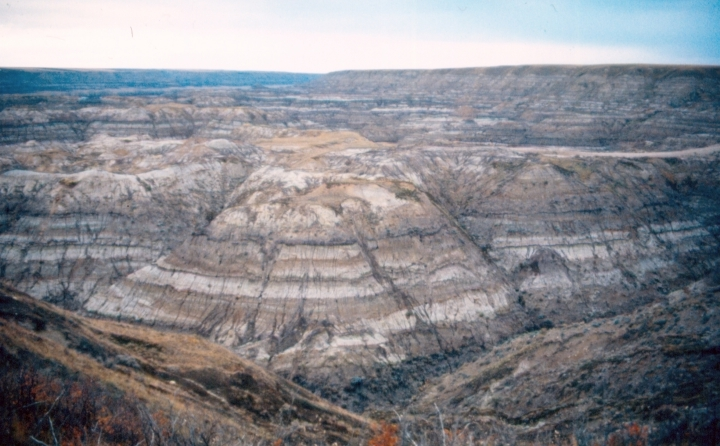
阿尔伯塔省德兰赫勒附近马蹄峡谷裸露的地层。

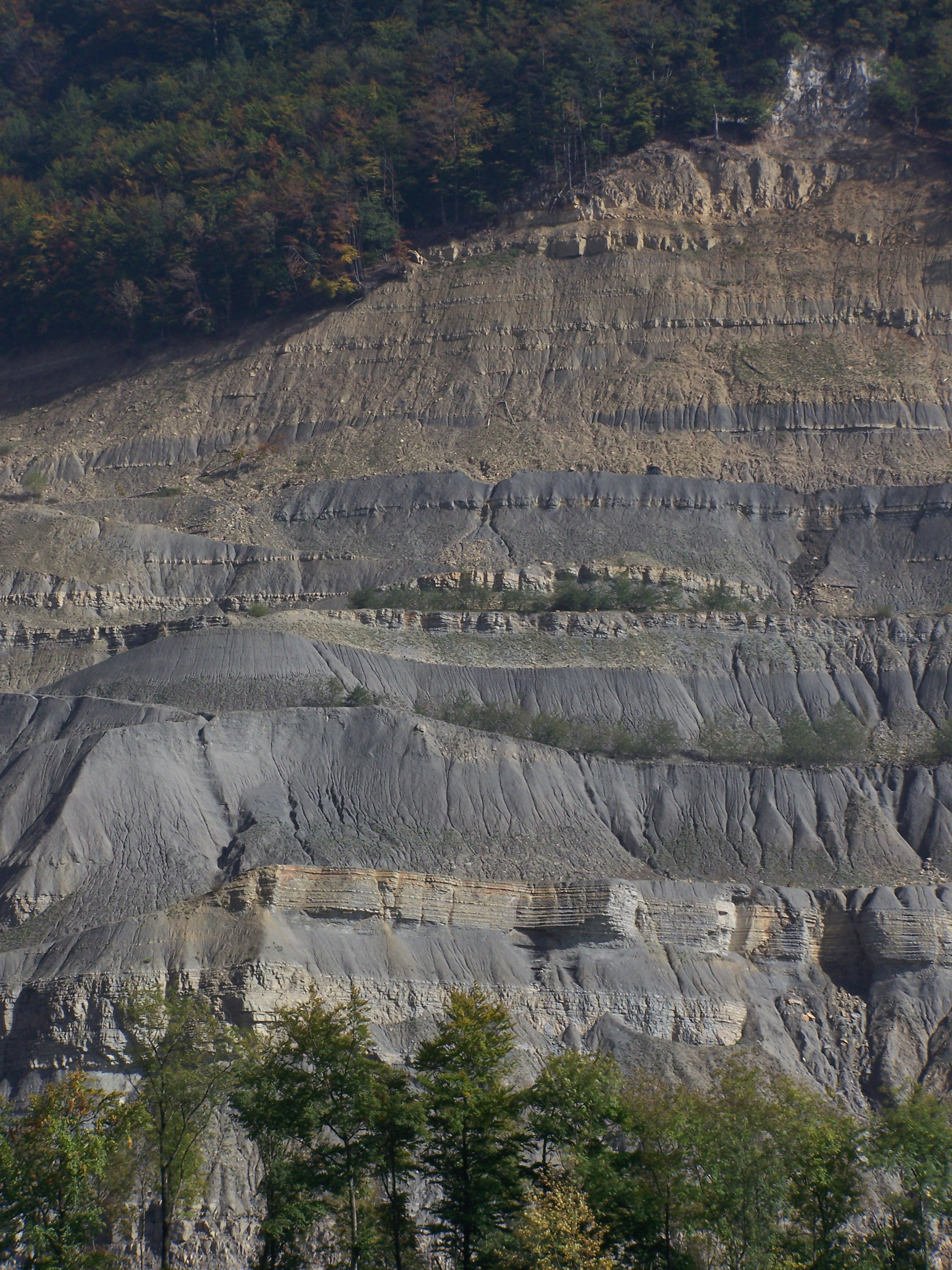
瑞士伯恩州塔瓦讷附近佩里-鲁切内特（Péry-Reuchenette）的牛津期(上侏罗世) 旋回沉积物，交替层为石灰岩（轻质、更具搬运力）和泥灰岩/黏土，主循环周期为20万年。

宇在地层学和地质学中是在连续地质年代的某个宙中所沉积地层记录中的所有岩层总和。“宇”不应与宙混淆，宙是地质年代中跨越特定年数（数亿）的相应划分，在此期间形成了归属于宇内的岩石。宇与对应的宙具有相同的名称，这意味着在地球历史中，只形成了四个宇，它们中从最古老到最新的宇分别为冥古宇、太古宇、元古宇和显生宇。因此，“上显生宇”中存在的岩层、化石或特征可能起源于“晚显生宙”。实际上，岩柱是不连续的：
|  | 从技术上讲，完整的地质记录不会出现在任何地方，要形成这样的记录，就需要该地区自地球起源以来一直就不断地接受沉积物堆积，这种情况在任何地方都不存在。如果真的有，那么，我们就无法有效地观察地层，因为它们仍将被掩埋，而现代地层也将继续堆积在它们之上。 地球表面的动态变化太强，任何地方都不可能发生这种情况。在地球漫长的历史中，没有一处地区是处于如此静止的状态。在一些地方，曾堆积过沉积物后来被抬升和侵蚀的情况已发生过很多次，有充分的证据可证明这一系列的事件 |

尽管存在不连续性（局部地层缺失或不整合面），但也可将它与其他岩石记录更完整的岩层作比较，并通过固定在宇内的恰当对应点进行关联。因此，它们可用作大范围的年代地层单位，在岩石柱的时间线内指定大致的年代。 
宇在地质学和古生物学以及它们的子领域内被细分为界及更小的子单位，并在国际地层委员会的监督下，建立起了一套完整的跨学科地层分类系统。
宇在实际研究中并不被常用，因为专家测年估算可以并通常使用年表更精确的更小年代地层单位，这些年表可依次被细分为多个已定义的阶，这是测年中被正式认可的最小的单位（参见比较单位的层次结构，地质年代划分类型和岩石记录类型各有五种）。

## 定代标准
全球标准地层年代（GSSA）是由国际地层学委员会所定义，主要用于测定早于6.3亿年前（Mya），不存在良好化石记录的岩层年代。 
对于较年轻的时期，使用主要依据地球生物学研究进展和改进的化石年代测定方法所确定的全球界线层型剖面和点位（GSSP）来定义此类边界。与全球界线层型剖面和点位相反，全球标准地层年代依据的则是特定地层剖面内的重要事件及过渡。在较古老的剖面中，没有足够的化石记录或保存完好的剖面来确定“全球界线层型剖面和点位”所需的关键事件，因此，“全球标准地层年代”是根据固定日期定义的。

## 词源
宇源于千万年（eon）、时期（age），为通用希腊语词(ho aion)和thema的拉丁语转写，意指“被放置或放下的”、“话题”。

## 另请查看

### 多学科比较
| 年代地层学中的岩（岩层）段 | 地质年代学中的时间跨度 | 地质年代学单位 备注              |
| -------------------------- | ---------------------- | -------------------------------- |
| 宇                         | 宙                     | 总计4个，5亿年或更长时间。       |
| 界                         | 代                     | 定义了10个，数亿年。             |
| 系                         | 纪                     | 定义了22个，数千万至1亿年。      |
| 统                         | 世                     | 定义了34个，数千万年。           |
| 阶                         | 期                     | 定义了99个，数百万年。           |
| 带                         | 时                     | 期的细分，国际地层委员会不采用。 |

- 年代地层学
- 岩石地层学
- 地质记录

### 相关的其他议题
- 动物群 (动物)
- 典型区域

## 备注
1. ↑  Richard Burky, 1990 by the Worldwide Church of God. .   [2008-06-21]. （原始内容存档于2012-04-01）.。
2. ↑  Sissingh, Wim. . Utrecht University: Utrecht University, Faculty of Geosciences. 2012: 62  [2017-11-17]. ISBN 978-90-6266-305-7. （原始内容存档于2017-11-17）.
3. ↑  Cohen, K.M.; Finney, S.; Gibbard, P.L.,  (PDF), 国际地层学委员会, 2015